# Platyrrhinus vittatus
Platyrrhinus vittatus — вид родини листконосові (Phyllostomidae), ссавець ряду лиликоподібні (Vespertilioniformes, seu Chiroptera).

## Середовище проживання
Країни проживання: Колумбія, Коста-Рика, Панама, Венесуела. Досить звичайний вид у вічнозелених лісах, фруктових гаях, і другий зростання передгірних і високогірних лісах у Панамі. Відносно поширений у Коста-Риці, Панамі, Венесуелі та Колумбії.

## Звички
Харчується фруктами, включаючи інжир, Acnistus і Cecropia. Репродукція зазвичай збігається з початком сезону дощів і змінюється локально.

## Загрози та охорона
Ніяких серйозних загроз по всьому ареалу. Мешкає в прниродоохоронних районах.